# Winthrop (Washington)
Pour les articles homonymes, voir Winthrop.
Winthrop est une localité américaine du comté d'Okanogan, dans le Washington. Sa population s’élevait à 394 habitants lors du recensement de 2010.

## Démographie
| Groupe            | Winthrop | Washington | États-Unis |
| ----------------- | -------- | ---------- | ---------- |
| Blancs            | 97,5     | 77,3       | 72,4       |
| Métis             | 1,0      | 4,7        | 2,9        |
| Autres            | 0,7      | 7,2        | 7,3        |
| Afro-Américains   | 0,5      | 3,6        | 12,6       |
| Asiatiques        | 0,3      | 7,2        | 4,8        |
| Total             | 100      | 100        | 100        |
|                   |          |            |            |
| Latino-Américains | 4,3      | 11,2       | 16,7       |

Selon l'American Community Survey, pour la période 2011-2015, 92,90 % de la population âgée de plus de 5 ans déclare parler anglais à la maison, alors que 5,03 % déclare parler l'espagnol et 2,07 % une autre langue.

## Source
1. ↑  (en) « Winthrop, WA Population - Census 2010 and 2000 », sur censusviewer.com.
2. ↑  (en) « Population of Washington - Census 2010 and 2000 », sur censusviewer.com.
3. ↑  (en) « Language spoken at home by ability to speak english for the population 5 years and over », sur factfinder.census.gov.